# Vieille église paroissiale Sainte-Marguerite
La vieille église paroissiale Sainte-Marguerite (en allemand Alt-St.-Margaret) est située à Untersendling, quartier de Munich qui est aujourd'hui incorporé dans son 6e arrondissement (Sendling). C'est un édifice religieux intéressant pour l'histoire de l'art et important pour l'histoire de la Bavière, construit dans le style baroque des églises de village de la Haute-Bavière. Elle est dédiée à Marguerite d'Antioche. La nouvelle église paroissiale Sainte-Marguerite date du début du XIXe siècle et est beaucoup plus grande.

## Histoire

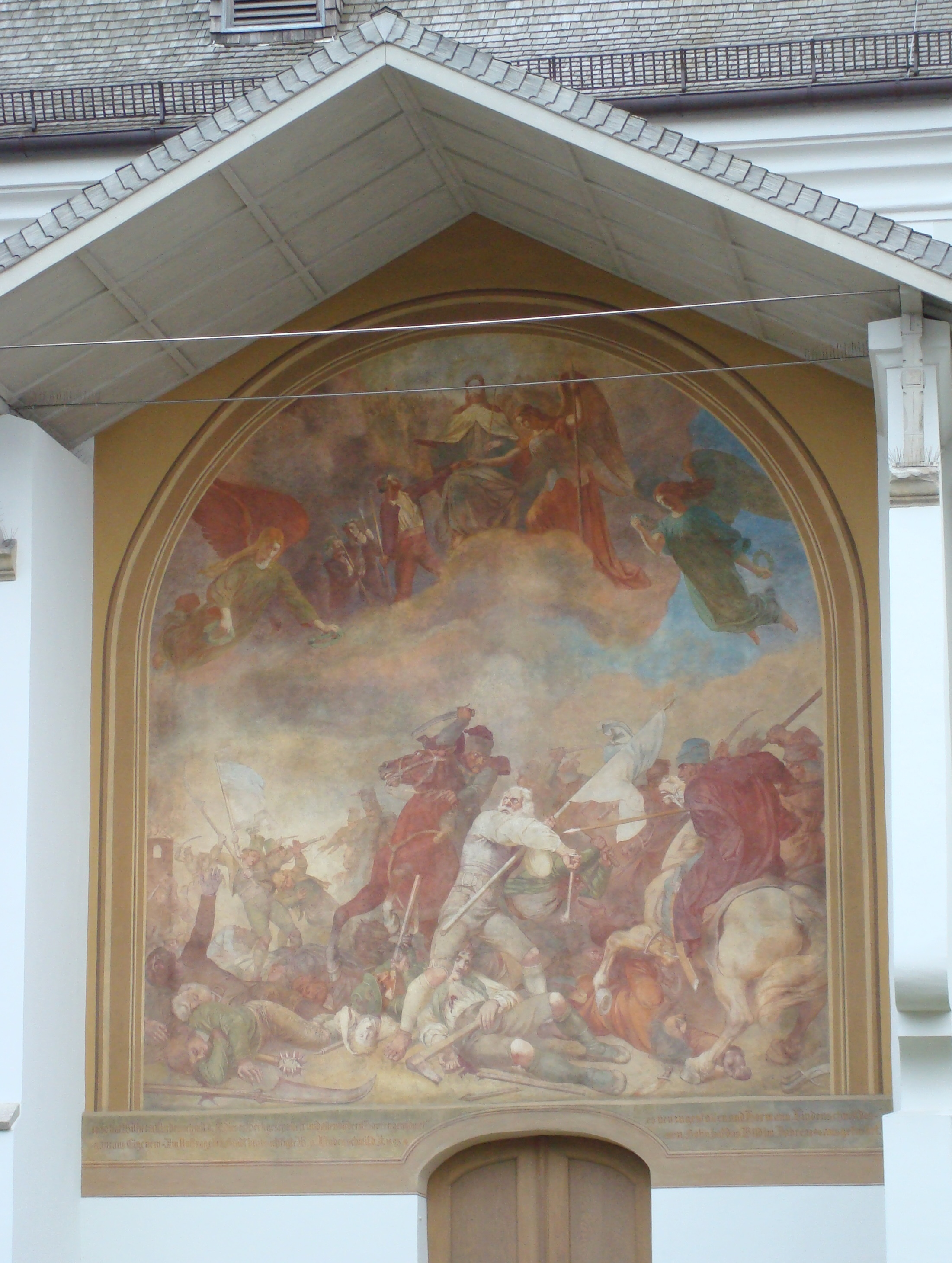
Wilhelm Lindenschmit l'Ancien, La bataille des paysans de Sendling 1705 (1830), mur Nord.

Le bâtiment actuel est construit  de 1711 à 1713 sur les plans de l'architecte Wolfgang Zwerger. Il fait a suite d'un bâtiment plus ancien, probablement de style  gothique endommagé  pendant le  fameux « massacre de la nuit de Noël de Sendling (de) » (aussi appelée la bataille des paysans de Sendling) de 1705 à tel point qu'il devait être entièrement reconstruit. Des vestiges des matériaux des murs ont été réemployés dans le clocher. Le seul petit vitrail subsistant de l'ancien édifice est inséré  dans la fenêtre gauche de l'abside. Il est signé et porte l’inscription  « Lienhart Ötl 1493 ».
Une rénovation de l'église a eu lieu en 1935-1936, une autre en 1964-1965, après élimination des dommages dus aux bombardements, et une rénovation en profondeur en 2003-2005, en préparation du tricentenaire de la bataille des paysans de Sendling.
Le soulèvement populaire bavarois de 1705-1706 atteint un point culminant lors du massacre de Noël de Sendling, le 25 décembre 1705. Défaits pendant la bataille de ce jour,  certains des insurgés réussissent à se retirer à Sendling, où ils se barricadent. Peu de temps après, les troupes impériales y prennent position. Les insurgés se rendent et déposent les armes, mais ils se font tuer désarmés. Quelques derniers survivants s'enfuient dans le cimetière de l'église Sainte-Marguerite, lieu sacré en général respecté. Les troupes impériales y tuent les réfugiés, pillent et détruisent l'église. Le dernier défenseur à tomber est le fameux  « Forgeron de Kochel (de) ». 

## Description de l’église

### Bâtiment
L'église a une nef à quatre travées et un chœur à trois arceaux, recouvert d'un toit biseauté qui, depuis la récente rénovation, est recouvert de tuiles en bois, comme c'était probablement le cas à la construction. Le clocher à base carrée est sur installé sur la  façade Ouest, à l'opposé du chœur. Ses deux étages supérieurs sont octogonaux, et il est couronné par toit rond avec une  lanterne.  Sur le côté sud, sont accolés une [sacristie] formée de deux pièces et un portail. 
Sur la paroi extérieure Nord, sous un large auvent, est apposé une grande fresque de Wilhelm Lindenschmit l'Ancien (de) de l'année 1830, qui représente la bataille des paysans de  Sendling 1705. La fresque a également été restaurée en 2003-2004.

### Intérieur

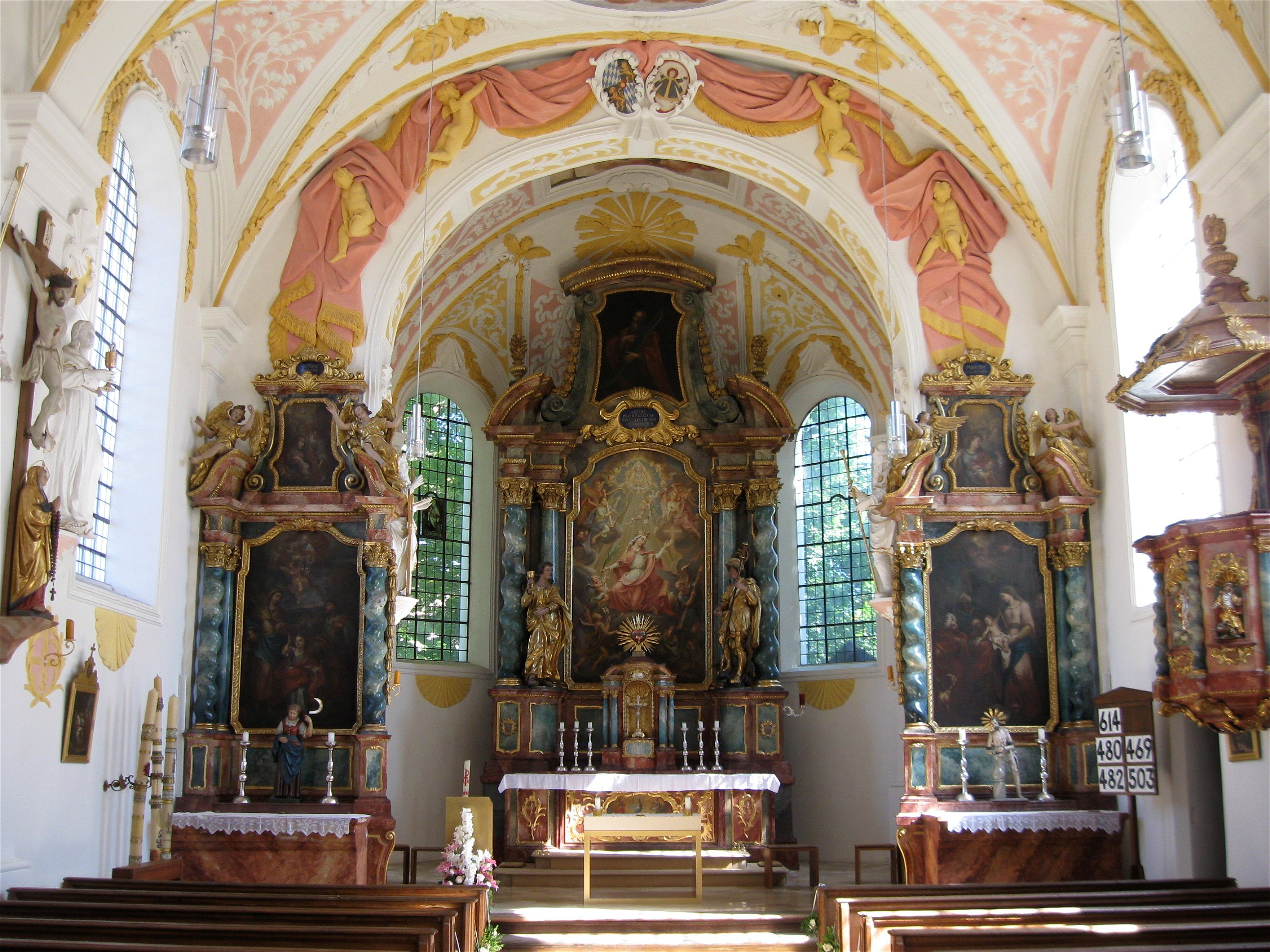
Le maître-autel et les deux autels latéraux. La tache sombre sur la fenêtre à gauche est le vitrail subsistant de l'ancienne bâtisse.

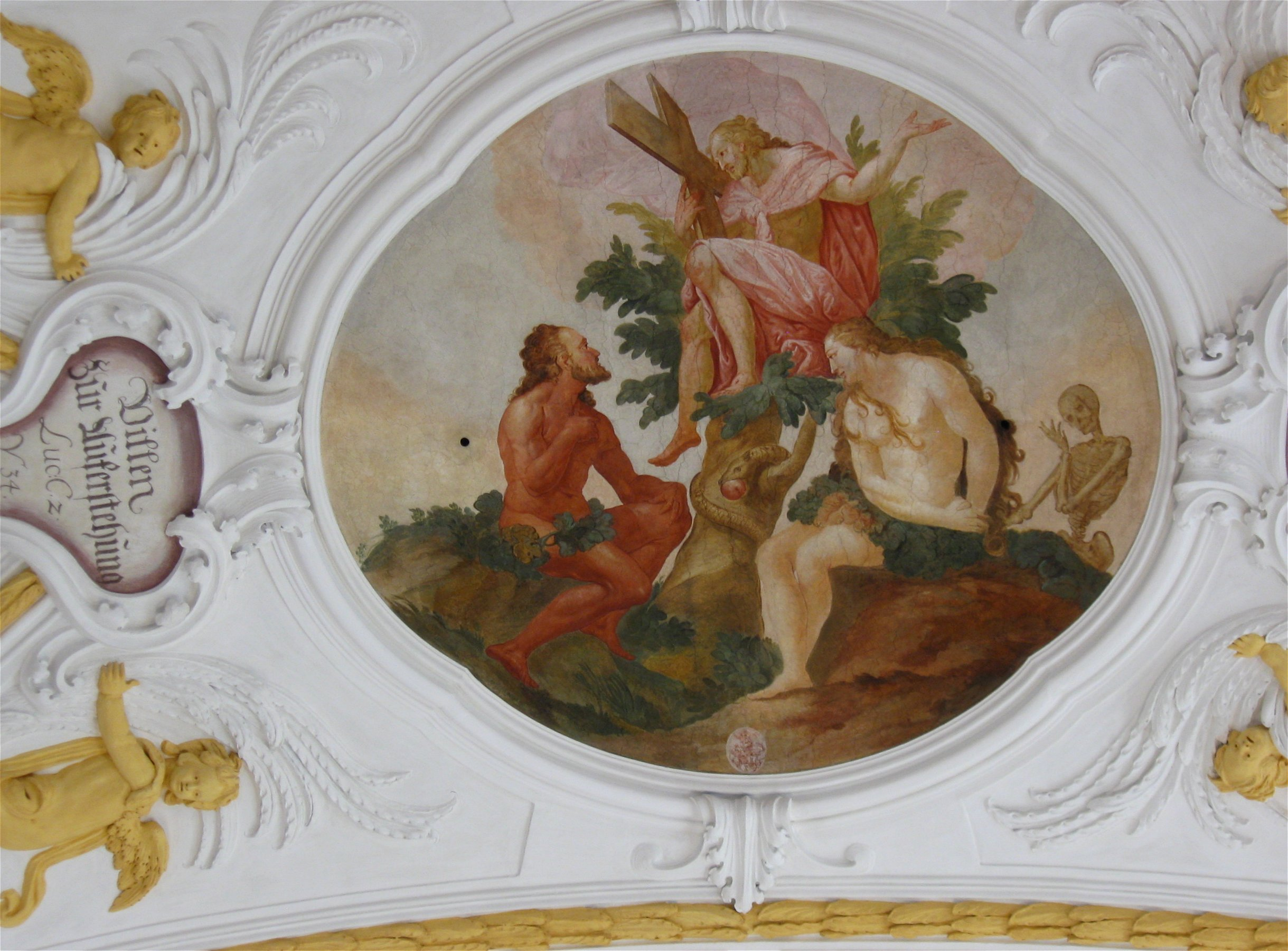
Fresque au plafond représentation la chute et la rédemption.

Le volume principal rectangulaire est doté d'un plafond en voûte en berceau légèrement surbaissé, rythmé par des  pilastres plats liés par des arcs-doubleau. La voûte possède une décoration en stuc  riche et colorée de Pietro Francesco Appiani (1670–1724).
Le maître-autel de Franz Fröhlich, daté de 1712, porte au centre une peinture de sainte Marguerite, et à ses côtés des statues de l'apôtre  Jean et de saint Georges.  Les deux autels latéraux montrent respectivement la sainte Famille, et l'Adoration des mages.
La chaire accolée au premier pilier Sud est décorée de figures du Christ sauveur et d'apôtres qui sont aussi attribuées à Franz Fröhlich.
Au centre de la voûte sont des fresques partiellement recouvertes attribuées, par des considérations stylistiques à Caspar Gottfried Stuber, qui les a probablement peintes en 1712 avec son fils Nikolaus Gottfried Stuber. Les fresques du plafond représentent, d'est en ouest: Marie Immaculée, Dieu le Père lors de la création du ciel et de la terre, l'ouverture centrale entourée d'une auréole avec anges, la chute biblique et la rédemption. Au-dessus de l'orgue, une fresque du Christ au jour du jugement dernier.

## Importance historique

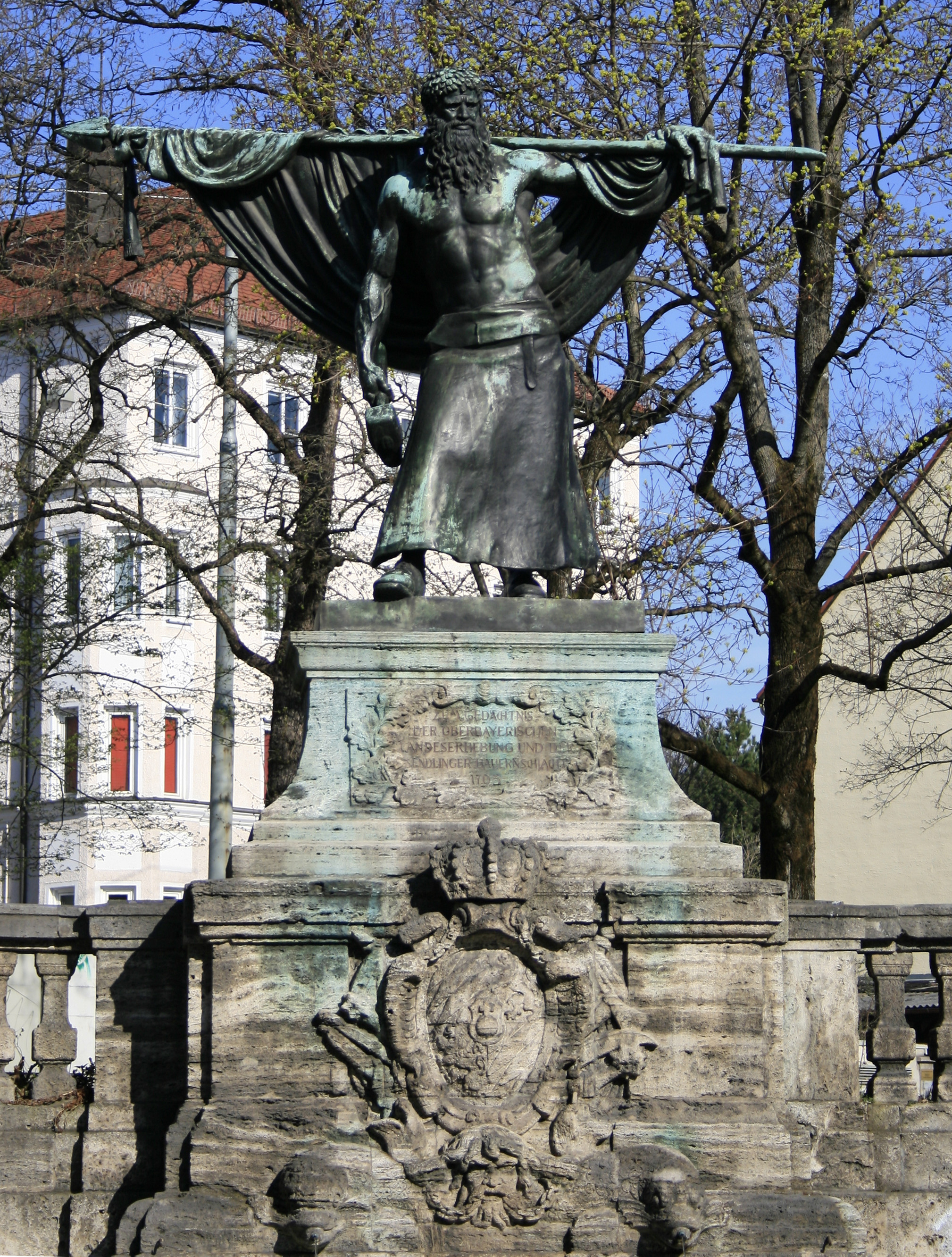
Monument commémoratif Forgeron de Kochel, Lindwurmstraße.

L'église, ou plus précisément le lieu où se trouvait le bâtiment précédent l'édifice actuel, est historiquement important. C'est là où ont eu lieu les derniers combats du massacre de la nuit de Noël qui s'est soldée par une hécatombe des insurgés, dont une centaine est encore enterrée dans le cimetière. La fresque de Lindenschmit montre la première représentation du « Forgeron de Hochel », dénomination due au philologue Hans Ferdinand Maßmann (de), mais dont l'existence réelle est incertaine. Héros légendaire de la bataille, on lui attribue divers autres noms, mais le forgeron alors actif à Kochel a pour nom Georg Heinrici et n'est mort qu'en 1720. 
En face de l'église, dans la Lindwurmstraße, se trouve un monument commémoratif à la gloire du forgeron de Kochel. Elle le montre portant une marteau de forgeron (sur la fresque il est muni d'un morgenstern) d'une main et le drapeau des insurgés de l’autre. La sculpture et son socle ont été initiés par  Ernst von Destouches en 1904, le monument est terminé en 1911.